# Provinz Uíge
Uíge ist eine Provinz im Norden des afrikanischen Staates Angola.

## Lage und Geografie
Die Provinz Uíge liegt im äußersten Norden Angolas, etwa 200 km nordöstlich der Hauptstadt Luanda. Sie grenzt im Norden und Osten an die Demokratische Republik Kongo, im Süden an die Provinzen Malanje, Cuanza Norte und Bengo sowie im Westen an die Provinz Zaire.
Der größte Teil der Provinz ist mit Feuchtsavanne bedeckt, entlang der Ostgrenze gibt es zudem noch Reste tropischen Regenwaldes. Der wichtigste Fluss ist der Cuango, der die Ostgrenze bildet. An der Südgrenze zu Cuanza Norte befinden sich zwei größere Talsperren.

## Geschichte
Die Provinz Uíge gehört zu den am schwersten vom Portugiesischen Kolonialkrieg (1961–1975) betroffenen Landesteilen, da sie ein Hauptaktionsgebiet der Frente Nacional da Libertação de Angola (FNLA) war. Im folgenden Angolanischen Bürgerkrieg (1975–2002) stand die Region weniger im Fokus der Kriegsparteien. Uíge hat lange große Probleme mit der Rückkehr der geflohenen Bevölkerungsteile und der Wiederherstellung der Infrastruktur gehabt. Inzwischen zeigen die umfangreichen Wiederaufbaubemühungen erste Erfolge.
Im Oktober 2004 war die Provinz das Zentrum eines Ausbruches des Marburg-Fiebers in Angola, dem über 200 Menschen zum Opfer fielen.

## Verwaltung
Die Provinz Uíge hat eine Fläche von 58.698 km². Hauptstadt ist die Stadt Uíge, die unter der Kolonialverwaltung den portugiesischen Name Carmona trug.
Die Provinz teilt sich in 16 Kreise (Municípios) auf, die sich weiter in 48 Gemeinden (Comunas) gliedern.
Die Kreise der Provinz Uíge:
- Alto Cauale
- Ambuila
- Bembe
- Buengas
- Bungo
- Damba
- Maquela do Zombo
- Mucaba
- Negage
- Puri
- Quimbele
- Quitexe
- Santa Cruz
- Sanza Pombo
- Songo
- Uíge

## Bevölkerung
Die Einwohnerzahl der Provinz wird auf 1,71 Millionen Personen geschätzt (2019). Die Volkszählung 2014 ergab 1.483.118 Einwohner.
Die Bevölkerung gehört fast ausschließlich zur Ethnie der Bakongo.

## Wirtschaft und Verkehr
Die landwirtschaftliche Produktionsfläche beträgt rund 555.000 Hektar. Es wurden im Jahr 2018 etwa 6,2 Mio. Tonnen Agrarprodukte erzeugt, eine Steigerung von 7 % zum Vorjahr.  Das wichtigste Anbauprodukt von Uíge ist Kaffee, daneben werden Erdnüsse, Baumwolle und andere Produkte angebaut. Zu den wichtigen mineralischen Rohstoffen gehören neben Kupfer auch Silber und Cobalt. 
Die Hauptverbindungsstraße von Luanda nach Kinshasa durchquert die Provinz von Süd nach Nord.